# Caralluma adscendens
Espèce
Caralluma adscendens est une espèce de plantes à fleurs dicotylédones de la famille des Apocynaceae et de la sous-famille des Asclepiadoideae, originaire du sous-continent indien.

## Taxinomie

### Synonymes
Selon The Plant List (22 mars 2019) :
- Boucerosia adscendens (Roxb.) Wall.
- Stapelia adscendens Roxb.

### Liste des variétés
Selon The Plant List (22 mars 2019) :
- Caralluma adscendens var. attenuata (Wight) Grav. & Mayur.
- Caralluma adscendens var. fimbriata (Wall.) Gravely & Mayur.